# Kunchur, Harapanahalli
Kunchur là một làng thuộc tehsil Harapanahalli, huyện Davanagere, bang Karnataka, Ấn Độ.